# 奕紹
定端親王奕紹（1776年6月26日—1836年11月28日），定恭親王綿恩第二子，生母為員外郎長齡之女側福晉尤佳氏，定親王系第四代。

## 生平
乾隆四十一年（1776年）五月出生，嘉慶四年九月（1799年）受封為不入八分輔國公及散秩大臣。嘉慶七年（1803年）十二月，進封為奉恩輔國公。嘉慶八年二月進封為貝子，嘉慶十一年二月，著派貝子奕紹等前往喀喇沁審辦已革塔布囊布哩訥什之姊呈稱尋得曾為被害使女一案。嘉慶二十一年四月十三日，因備選秀女內未注明親軍慶雲之女系恕妃之姪女，將承辦遺漏之固山貝子奕紹罰俸注抵。同年九月，奕紹因未佩撒袋，著退出乾清門罰俸半年，嗣後御前大臣除有預備鑾儀衛差事外，其帶領豹尾槍差使仍照例佩帶撒袋。嘉慶二十四年正月（1819年）進封為貝勒，同年二月十四日為喀喇沁親王銜郡王滿珠巴咱爾之福晉病故，著派其弟奕紹往祭並賞銀。
道光二年（1822年）父親綿恩薨逝後本應降襲郡王，但道光帝特旨不用降襲，仍襲定親王爵位。道光十六年十月（1836年）去世，虛齡六十八岁，由長子載銓襲封定親王系第五代。

## 家族

### 妻妾
- 嫡福晉伊爾根覺羅氏，主事太倫与黄廷桂孙女之女。
- 繼福晉楊佳氏，巡撫楊奎之女。
- 側福晉李佳氏，恩喇瑪之女。中國第一歷史檔案館有藏乾隆五十年十二月初十日《為奕紹阿哥生女著封側福晉事》。道光三十年二月二十七日禮部尚書惠豐《奏為和碩定端親王奕紹側福晉李氏病故應否賜祭一次請旨事》。
- 妾趙氏，趙祿之女。